# Malignité
 (avril 2020).
Si vous disposez d'ouvrages ou d'articles de référence ou si vous connaissez des sites web de qualité traitant du thème abordé ici, merci de compléter l'article en donnant les références utiles à sa vérifiabilité et en les liant à la section « Notes et références ».
La malignité est l'acquisition par un clone cellulaire tumoral de caractères propres aux phénomènes cancéreux et au cancer. Cette acquisition sépare les tumeurs bénignes des tumeurs malignes. 
Cette malignité est liée à l'invasivité tumorale, la dédifférenciation cellulaire (anaplasie), la prolifération cellualire et la capacité à former des métastases. 
Sur le plan moléculaire, elle est liée à l'acquisition d'un ensemble d'anomalies chromosomiques ou génétiques favorisant la prolifération cellulaire et les métastases. 